# Кириков, Александр Александрович
Алекса́ндр Алекса́ндрович Ки́риков (род. 21 октября 1980, Москва) — российский кёрлингист, тренер по кёрлингу, судья по кёрлингу.
В 2011, 2003—2007, 2009 — скип мужской сборной России. В 2007—2008 — скип смешанной сборной России.
Мастер спорта России международного класса (кёрлинг).
Выступает за клуб ЭШВСМ «Москвич» (Москва).
Спортивный судья всероссийской категории (с 2015).

## Достижения
- Чемпионат России по кёрлингу среди мужчин: золото (2010), бронза (2013, 2014, 2019).
- Кубок России по кёрлингу среди мужчин: золото (2007), серебро (2008, 2009, 2011, 2021), бронза (2013).
- Чемпионат Европы по кёрлингу среди смешанных команд: бронза (2006).
- Чемпионат России по кёрлингу среди смешанных команд: золото (2007, 2008, 2009, 2010), бронза (2015).
- Кубок России по кёрлингу среди смешанных команд: золото (2011), бронза (2014).
- Кубок России по кёрлингу среди смешанных пар: серебро (2011).

## Команды
| Сезон                                               | Четвёртый            | Третий             | Второй               | Первый              | Запасной                             | Тренер                              | Турниры                               |
| --------------------------------------------------- | -------------------- | ------------------ | -------------------- | ------------------- | ------------------------------------ | ----------------------------------- | ------------------------------------- |
| 2000—01                                             | Александр Кириков    | Вадим Школьников   | Павел Макуха         | Михаил Фокин        | Вадим Стебаков                       | Юрий Андрианов                      | ЧМЮ-Б 2001                            |
| 2000—01                                             | Александр Кириков    | Павел Макуха       | Вадим Стебаков       | Михаил Фокин        | Алексей Ращупкин                     | Юрий Андрианов                      | ЧМЮ 2001 (9 место)                    |
| 2001—02                                             | Александр Кириков    | Вадим Школьников   | Вадим Стебаков       | Дмитрий Абанин      | Михаил Фокин                         | Юрий Андрианов                      | ЧЕ 2001 (13 место)                    |
| 2001—02                                             | Александр Кириков    | Вадим Стебаков     | Константин Дорошенко | Дмитрий Абанин      | Николай Макаров                      |                                     | ЧМЮ-Б 2002                            |
| 2001—02                                             | Александр Кириков    | Вадим Стебаков     | Константин Дорошенко | Дмитрий Абанин      | Илья Рочев                           | Юрий Андрианов                      | ЧМЮ 2002 (5 место)                    |
| 2002—03                                             | Алексей Целоусов     | Дмитрий Рыжов      | Александр Кириков    | Виктор Воробьёв     | Павел Макуха                         | Александр Колесников                | ЧЕ 2002 (13 место)                    |
| 2003—04                                             | Александр Кириков    | Дмитрий Рыжов      | Вадим Стебаков       | Виктор Воробьёв     |                                      | Александр Колесников                | ЧЕ 2003 (11 место)                    |
| 2004—05                                             | Александр Кириков    | Дмитрий Рыжов      | Алексей Целоусов     | Виктор Воробьёв     | Вадим Стебаков                       | Александр Колесников                | ЧЕ 2004 (8 место)                     |
| 2005—06                                             | Александр Кириков    | Дмитрий Рыжов      | Дмитрий Абанин       | Алексей Камнев      | Роман Кутузов                        | Юрий Андрианов, Ольга Андрианова    | ЧЕ 2005 (9 место)                     |
| 2005—06                                             | Александр Кириков    | Дмитрий Рыжов      | Вадим Стебаков       | Дмитрий Абанин      | Пётр Дрон                            |                                     | [ 4 ]                                 |
| 2006—07                                             | Александр Кириков    | Андрей Дроздов     | Роман Кутузов        | Дмитрий Абанин      | Алексей Камнев                       |                                     |                                       |
| 2006—07                                             | Александр Кириков    | Пётр Дрон          | Вадим Школьников     | Дмитрий Абанин      | Алексей Камнев                       |                                     | ЧЕ 2006 (13 место)                    |
| 2007—08                                             | Александр Кириков    | Андрей Дроздов     | Роман Кутузов        | Дмитрий Абанин      | Алексей Камнев                       |                                     |                                       |
| 2007—08                                             | Александр Кириков    | Андрей Дроздов     | Пётр Дрон            | Алексей Камнев      | Роман Кутузов                        | Юрий Андрианов                      | ЧЕ 2007 (14 место)                    |
| 2007—08                                             | Александр Кириков    | ?                  | ?                    | ?                   |                                      |                                     | КРМ 2007                              |
| 2008—09                                             | Александр Кириков    | Вадим Школьников   | Алексей Камнев       | Дмитрий Абанин      |                                      |                                     | КРМ 2008                              |
| 2009—10                                             | Андрей Дроздов       | Артём Болдузев     | Александр Кириков    | Алексей Стукальский | Валентин Деменков (ЧЕ)               |                                     | ЧЕ 2009 (12 место)                    |
| 2009—10                                             | Александр Кириков    | Вадим Школьников   | Роман Кутузов        | Александр Козырев   |                                      |                                     | КРМ 2009 · ЧРМ 2010                   |
| 2010—11                                             | Александр Кириков    | Роман Кутузов      | Вадим Школьников     | Виктор Корнев       |                                      |                                     | КРМ 2010 (5 место)                    |
| 2010—11                                             | Александр Кириков    | Роман Кутузов      | Александр Козырев    | Пётр Дрон           |                                      |                                     |                                       |
| 2010—11                                             | Андрей Дроздов       | Артём Болдузев     | Александр Кириков    | Антон Калалб        |                                      |                                     |                                       |
| 2010—11                                             | Андрей Дроздов       | Александр Кириков  | Александр Козырев    | Алексей Стукальский | Антон Калалб                         |                                     | ЧЕ 2010 (9 место)                     |
| 2011—12                                             | Александр Кириков    | Вадим Школьников   | Артём Болдузев       | Сергей Морозов      | Александр Кузьмин                    |                                     | КРМ 2011                              |
| 2011—12                                             | Александр Кириков    | Артём Шмаков       | Антон Калалб         | Артур Ражабов       |                                      |                                     |                                       |
| 2012—13                                             | Артём Болдузев       | Вадим Школьников   | Александр Кириков    | Сергей Морозов      | Александр Кузьмин                    |                                     | ЧРМ 2013                              |
| 2013—14                                             | Александр Кириков    | Вадим Школьников   | Владимир Собакин     | Антон Калалб        |                                      |                                     | КРМ 2013                              |
| 2013—14                                             | Александр Кириков    | Александр Кузьмин  | Александр Челышев    | Дмитрий Абанин      | Вадим Школьников                     | Владимир Романов                    | ЧРМ 2014                              |
| 2014—15                                             | Александр Кириков    | ?                  | ?                    | ?                   |                                      |                                     | КРМ 2014 (6 место)                    |
| 2014—15                                             | Александр Кириков    | Вадим Школьников   | Александр Кузьмин    | Алексей Куликов     |                                      |                                     |                                       |
| 2015—16                                             | Александр Кириков    | Вадим Школьников   | Дмитрий Абанин       | Александр Морозов   |                                      |                                     | ЧРМ 2016 (7 место)                    |
| 2016—17                                             | Александр Кириков    | ?                  | ?                    | ?                   |                                      |                                     | КРМ 2016 (9 место)                    |
| 2016—17                                             | Александр Кириков    | Вадим Школьников   | Дмитрий Абанин       | Сергей Морозов      |                                      |                                     | ЧРМ 2017 (4 место)                    |
| 2017—18                                             | Александр Кириков    | Вадим Школьников   | Дмитрий Абанин       | Сергей Морозов      |                                      |                                     | КРМ 2017 (8 место) ЧРМ 2018 (5 место) |
| 2018—19                                             | Александр Кириков    | Андрей Дроздов     | Вадим Школьников     | Сергей Морозов      | Дмитрий Абанин                       |                                     | КРМ 2018 (7 место) · ЧРМ 2019         |
| 2019—20                                             | Александр Кириков    | Андрей Дроздов     | Вадим Школьников     | Сергей Морозов      | Дмитрий Абанин                       |                                     | КРМ 2019 (7 место)                    |
| 2020—21                                             | Александр Кириков    | Андрей Дроздов     | Вадим Школьников     | Сергей Морозов      | Дмитрий Абанин                       | Светлана Калалб                     | КРМ 2020 (9 место)                    |
| 2020—21                                             | Александр Кириков    | Андрей Дроздов     | Вадим Школьников     | Дмитрий Абанин      | Сергей Морозов                       | Светлана Калалб                     | ЧРМ 2020 (4 место)                    |
| 2020—21                                             | Александр Кириков    | Андрей Дроздов     | Вадим Школьников     | Дмитрий Абанин      | Сергей Морозов                       | Светлана Калалб                     | ЧРМ 2021 (9 место)                    |
| 2021—22                                             | Александр Кириков    | Вадим Школьников   | Дмитрий Абанин       | Сергей Морозов      | Дмитрий Исаев                        | Светлана Калалб, В.Р. Барабанщикова | КРМ 2021                              |
| 2021—22                                             | Александр Кириков    | Вадим Школьников   | Дмитрий Исаев        | Сергей Морозов      |                                      | Светлана Калалб                     | ЧРМ 2022 (11 место)                   |
| 2022—23                                             | Александр Кириков    | Ярослав Лыгарев    | Дмитрий Исаев        | Сергей Морозов      |                                      | Светлана Калалб, Роман Кутузов      | КРМ 2022 (11 место)                   |
| 2022—23                                             | Александр Кириков    | Вадим Школьников   | Герман Доронин       | Сергей Морозов      | Дмитрий Исаев                        | Светлана Калалб                     | ЧРМ 2023 (8 место)                    |
| 2023—24                                             | Александр Кириков    | Вадим Школьников   | Герман Доронин       | Дмитрий Исаев       | Сергей Морозов                       | Светлана Калалб                     | КРМ 2023 (11 место)                   |
| 2023—24                                             | Александр Кириков    | Вадим Школьников   | Герман Доронин       | Сергей Морозов      | Дмитрий Исаев                        | Светлана Калалб                     | ЧРМ 2024 (7 место)                    |
| 2024—25                                             | Александр Кириков    | Рамиль Янбуков     | Дмитрий Исаев        | Сергей Морозов      |                                      | Светлана Калалб                     | КРМ 2024 (12 место)                   |
| 2024—25                                             | Александр Кириков    | Вадим Школьников   | Дмитрий Исаев        | Сергей Морозов      | Рамиль Янбуков                       |                                     | ЧРМ 2025 (10 место)                   |
| Кёрлинг среди смешанных команд (mixed curling)      |                      |                    |                      |                     |                                      |                                     |                                       |
| 2005—06                                             | Александр Кириков    | Маргарита Фомина   | Дмитрий Абанин       | Анжела Тюваева      | Алексей Камнев, Илона Гришина        |                                     | ЧЕСК 2005 (6 место)                   |
| 2006—07                                             | Александр Кириков    | Дарья Козлова      | Дмитрий Абанин       | Юлия Светова        | Андрей Дроздов, Анжела Тюваева       |                                     | ЧЕСК 2006                             |
| 2006—07                                             | Александр Кириков    | ?                  | ?                    | ?                   |                                      |                                     | ЧРСК 2007                             |
| 2007—08                                             | Александр Кириков    | Дарья Козлова      | Алексей Камнев       | Юлия Светова        | Вадим Школьников, Екатерина Антонова |                                     | ЧЕСК 2007 (5 место)                   |
| 2007—08                                             | Александр Кириков    | Дарья Козлова      | Алексей Камнев       | Юлия Светова        | Денис Килба, Александра Саитова      |                                     | ЧРСК 2008                             |
| 2008—09                                             | Александр Кириков    | Анна Сидорова      | Виктор Корнев        | Галина Арсенькина   |                                      | Ольга Андрианова, Светлана Калалб   | КРСК 2008 (9 место)                   |
| 2008—09                                             | Александр Кириков    | Яна Некрасова      | Пётр Дрон            | Галина Арсенькина   | Виктор Корнев, Анна Сидорова         |                                     | ЧЕСК 2008 (4 место)                   |
| 2008—09                                             | Александр Кириков    | Маргарита Фомина   | Роман Кутузов        | Екатерина Галкина   |                                      |                                     | ЧРСК 2009                             |
| 2009—10                                             | Александр Кириков    | Ольга Жаркова      | Вадим Школьников     | Ольга Зябликова     | Анна Лобова                          |                                     | ЧРСК 2010                             |
| 2010—11                                             | Александр Кириков    | Маргарита Фомина   | Вадим Школьников     | Галина Арсенькина   | Виктор Корнев, Ольга Зябликова       |                                     | КРСК 2010 (5 место)                   |
| 2011—12                                             | Александр Кириков    | Виктория Макаршина | Вадим Школьников     | Анна Лобова         | Антон Калалб                         |                                     | КРСК 2011                             |
| 2011—12                                             | Александр Кириков    | Виктория Макаршина | Антон Калалб         | Анна Лобова         | Вадим Школьников, Оксана Гертова     | Ирина Колесникова                   | ЧЕСК 2011 (13 место)                  |
| 2011—12                                             | Людмила Прививкова   | Вадим Школьников   | Екатерина Антонова   | Александр Кириков   | Римма Шеяфетдинова                   |                                     | ЧРСК 2012 (4 место)                   |
| 2012—13                                             | Александр Кириков    | Виктория Макаршина | Вадим Школьников     | Анна Лобова         |                                      |                                     | ЧРСК 2013 (13 место)                  |
| 2013—14                                             | Александр Кириков    | Виктория Макаршина | Вадим Школьников     | Галина Арсенькина   | Дмитрий Абанин                       |                                     | ЧРСК 2014 (4 место)                   |
| 2014—15                                             | Александр Кириков    | Виктория Макаршина | Дмитрий Абанин       | Анна Лобова         | Вадим Школьников, Валерия Скляренко  |                                     | КРСК 2014                             |
| 2014—15                                             | Александр Кириков    | Виктория Макаршина | Вадим Школьников     | Елизавета Лебедева  |                                      |                                     | ЧРСК 2015                             |
| 2015—16                                             | Александр Кириков    | ?                  | ?                    | ?                   |                                      |                                     | КРСК 2015 (5 место)                   |
| Кёрлинг среди смешанных пар (mixed doubles curling) |                      |                    |                      |                     |                                      |                                     |                                       |
| 2008—09                                             | Александр Кириков    | Ольга Жаркова      |                      |                     |                                      |                                     | ЧМСП 2009 (10 место)                  |
| 2009—10                                             | Александр Кириков    | Анна Сидорова      |                      |                     |                                      | Ольга Андрианова, Юрий Андрианов    | КРСП 2009 (5 место)                   |
| 2011—12                                             | Александр Кириков    | Валерия Шелкова    |                      |                     |                                      |                                     | КРСП 2011                             |
| 2013—14                                             | Александр Кириков    | Алина Андросова    |                      |                     |                                      |                                     | КРСП 2013 (5 место)                   |
| 2013—14                                             | Александр Кириков    | Надежда Лепезина   |                      |                     |                                      |                                     | ЧРСП 2014 (11 место)                  |
| 2015—16                                             | Александр Кириков    | Виктория Макаршина |                      |                     |                                      |                                     | ЧРСП 2016 (6 место)                   |
| 2016—17                                             | Анастасия Прокофьева | Александр Кириков  |                      |                     |                                      |                                     | ЧРСП 2017 (9 место)                   |

(скипы выделены полужирным шрифтом)